# Liste der Baudenkmäler in Feilitzsch
Auf dieser Seite sind die Baudenkmäler in der oberfränkischen Gemeinde Feilitzsch zusammengestellt. Diese Tabelle ist eine Teilliste der Liste der Baudenkmäler in Bayern. Grundlage ist die Bayerische Denkmalliste, die auf Basis des Bayerischen Denkmalschutzgesetzes vom 1. Oktober 1973 erstmals erstellt wurde und seither durch das Bayerische Landesamt für Denkmalpflege geführt wird. Die folgenden Angaben ersetzen nicht die rechtsverbindliche Auskunft der Denkmalschutzbehörde.

## Baudenkmäler nach Gemeindeteilen

### Feilitzsch
| Lage                                                                     | Objekt                                                         | Beschreibung | Akten-Nr.             | Bild |
| ------------------------------------------------------------------------ | -------------------------------------------------------------- | --- | --------------------- | --- |
| Hauptstraße 1; Hauptstraße 3; In Feilitzsch; Nähe Hauptstraße (Standort) | Schloss                                                        | Mansarddachbau, 1742 Wirtschaftsgebäude: große Nutzscheune, oberes Stallgebäude, Brunnen, Taubenhaus, 18./19. Jahrhundert Gutsmauer | D-4-75-123-1 Wikidata | BW |
| Hauptstraße 4 (Standort)                                                 | Schlössle, ehemaliger Rittersitz, jetzt Gasthaus zur Eisenbahn | Abgewinkelter Satteldachbau, 17./18. Jahrhundert, Sockel mittelalterlich                                                            | D-4-75-123-2 Wikidata | BW |
| Hauptstraße 11 (Standort)                                                | Bauernhaus                                                     | Zweigeschossig mit Krüppelwalmdach, Erdgeschoss Bruchsteinmauerwerk, Obergeschoss teils Fachwerk, wohl um 1735                      | D-4-75-123-3 Wikidata | BW |
| Regnitzstraße 21 (Standort)                                              | Mühlengebäude                                                  | Zweigeschossig mit Krüppelwalmdach, Obergeschoss verbrettert, jetzt rückwärtiger Anbau, bezeichnet „1790“                           | D-4-75-123-7 Wikidata | BW |
| Bahnlinie Leipzig-Connewitz - Hof (bei Bahn-km 155,794) ()               | Bahnbrücke                                                     | einbogiger Wegdurchlass mit parabelförmigen Brückenbogen, Sandstein,1848                                                            | D-4-75-123-15         | |
| Bahnlinie Leipzig-Connewitz - Hof (bei Bahn-km 156,722) (Standort)       | Lohbrücke                                                      | Rundbogiger Wegdurchlass, um 1882 von der Königlich Sächsischen Eisenbahnverwaltung erbaut                                          | D-4-75-123-8 Wikidata | [[Vorlage:Bilderwunsch/code!/C:50.36477,11.93514!/D:Bahnlinie Leipzig-Connewitz - Hof (bei Bahn-km 156,722), Lohbrücke!/\|BW]] |

### Forst
| Lage            | Objekt                                   | Beschreibung                                                                                           | Akten-Nr.              | Bild           |
| --------------- | ---------------------------------------- | --- | ---------------------- | -------------- |
| A 72 (Standort) | Autobahnbrücke über die Sächsische Saale | Dreijochige Granit-Sichtquaderbrücke, mit halbrunden Türmen, Pfeiler mit Rundbogenöffnungen, 1937–1940 | D-4-75-123-10 Wikidata | weitere Bilder |

### Münchenreuth
| Lage                                    | Objekt                                                     | Beschreibung | Akten-Nr.              | Bild           |
| --------------------------------------- | ---------------------------------------------------------- | --- | ---------------------- | -------------- |
| Kirchgasse 2 (Standort)                 | Evangelisch-lutherische Kirche                             | Saalbau mit Chorturm, 1795–97; mit Ausstattung | D-4-75-123-4 Wikidata  | weitere Bilder |
| Kirchgasse 2, im Kirchgarten (Standort) | Pechstein                                                  | Aus Granit, wohl 19. Jahrhundert | D-4-75-123-4 Wikidata  | BW             |
| Peuntstraße 8 (Standort)                | Pfarrhaus                                                  | Zweigeschossiger Mansardwalmdachbau mit barockisierender Putzgliederung, bezeichnet „1905“                                                                    | D-4-75-123-11 Wikidata | BW             |
| Rehberg 11 (Standort)                   | Gutshof des ehemaligen Schlosses der Herren von Feilitzsch | Zwei parallele zweigeschossige Flügel mit abgewalmten Satteldächern, Wohn- und Wirtschaftsgebäude, im Kern 17./18. Jahrhundert; Bauinschriften „1779“, „1856“ | D-4-75-123-5 Wikidata  | BW             |

### Unterhartmannsreuth
| Lage                                                               | Objekt       | Beschreibung | Akten-Nr.             | Bild |
| ------------------------------------------------------------------ | ------------ | --- | --------------------- | --- |
| Bahnlinie Leipzig-Connewitz - Hof (bei Bahn-km 152,500) ()         | Bahnbrücke   | einbogiger Wegdurchlass, Portalrahmen mit kämpferlosem Rundbogen und bossierten Quadern, Sandstein, erbaut von der Kgl.-Sächsischen Eisenbahnverwaltung, 1884 | D-4-75-123-18         | |
| Bahnlinie Leipzig-Connewitz - Hof (bei Bahn-km 154,160) ()         | Bahnbrücke   | einbogiger Wegdurchlass, Portalrahmen mit kämpferlosem Rundbogen und bossierten Quadern, Sandstein, 1848                                                      | D-4-75-123-14         | |
| Bahnlinie Leipzig-Connewitz - Hof (bei Bahn-km 155,043) (Standort) | Föhrigbrücke | Zweibogige Eisenbahnbrücke, um 1882 von der Königlich Sächsischen Eisenbahnverwaltung erbaut                                                                  | D-4-75-123-9 Wikidata | [[Vorlage:Bilderwunsch/code!/C:50.37812,11.9428!/D:Bahnlinie Leipzig-Connewitz - Hof (bei Bahn-km 155,043), Föhrigbrücke!/\|BW]] |

### Zedtwitz
| Lage                         | Objekt  | Beschreibung | Akten-Nr.             | Bild           |
| ---------------------------- | ------- | --- | --------------------- | -------------- |
| Hofer Straße 7, 9 (Standort) | Schloss | Zweigeschossiger Walmdachbau mit übergiebeltem Mittelrisalit, 1720                                                              | D-4-75-123-6 Wikidata | weitere Bilder |
| Hofer Straße 7, 9 (Standort) | Gutshof | Nördlich anschließend, mit zweigeschossigem Wohntrakt mit Walmdach und übergiebeltem Mittelrisalit und quadratischem Turm, 1914 | D-4-75-123-6 Wikidata | BW             |